# Oedebasis ovipennis
Oedebasis ovipennis is een vlinder uit de familie spinneruilen (Erebidae). De wetenschappelijke naam is voor het eerst geldig gepubliceerd in 1902 door George Francis Hampson.
De soort komt voor in tropisch Afrika.